# Julie Van De Velde
Julie Van De Velde (2 giugno 1993) è una ciclista su strada belga che corre per l'AG Insurance-Soudal Team. È attiva in formazioni UCI dal 2017.

## Palmarès
- 2019 (Lotto Soudal Ladies, una vittoria)

Flanders Ladies Classic

## Piazzamenti

### Grandi Giri
- Giro d'Italia

2019: 17ª
2020: ritirata (5ª tappa)
2021: non partita (8ª tappa)
- Tour de France

2023: 57ª
2024: 33ª
- Vuelta a España

2024: ritirata (8ª tappa)

### Competizioni mondiali
- Campionati del mondo

Innsbruck 2018 - In linea Elite: 40ª
Yorkshire 2019 - Staffetta: 9ª
Yorkshire 2019 - Cronometro Elite: 33ª
Yorkshire 2019 - In linea Elite: ritirata
Fiandre 2021 - Cronometro Elite: 22ª
Wollongong 2022 - Cronometro Elite: 22ª
Wollongong 2022 - In linea Elite: 43ª
Glasgow 2023 - In linea Elite: ritirata
Zurigo 2024 - In linea Elite: ritirata
- Giochi olimpici

Tokyo 2020 - In linea: 42ª
Tokyo 2020 - Cronometro: 19ª
Parigi 2024 - In linea: 53ª

### Competizioni continentali
- Campionati europei

Alkmaar 2019 - Cronometro Elite: 19ª
Plouay 2020 - Cronometro Elite: 21ª
Plouay 2020 - In linea Elite: ritirata
Plouay 2020 - Staffetta: 5ª
Trento 2021 - In linea Elite: ritirata
Monaco di Baviera 2022 - Cronometro Elite: 7ª
Monaco di Baviera 2022 - In linea Elite: 85ª